# Nomes de armas na Terra Média

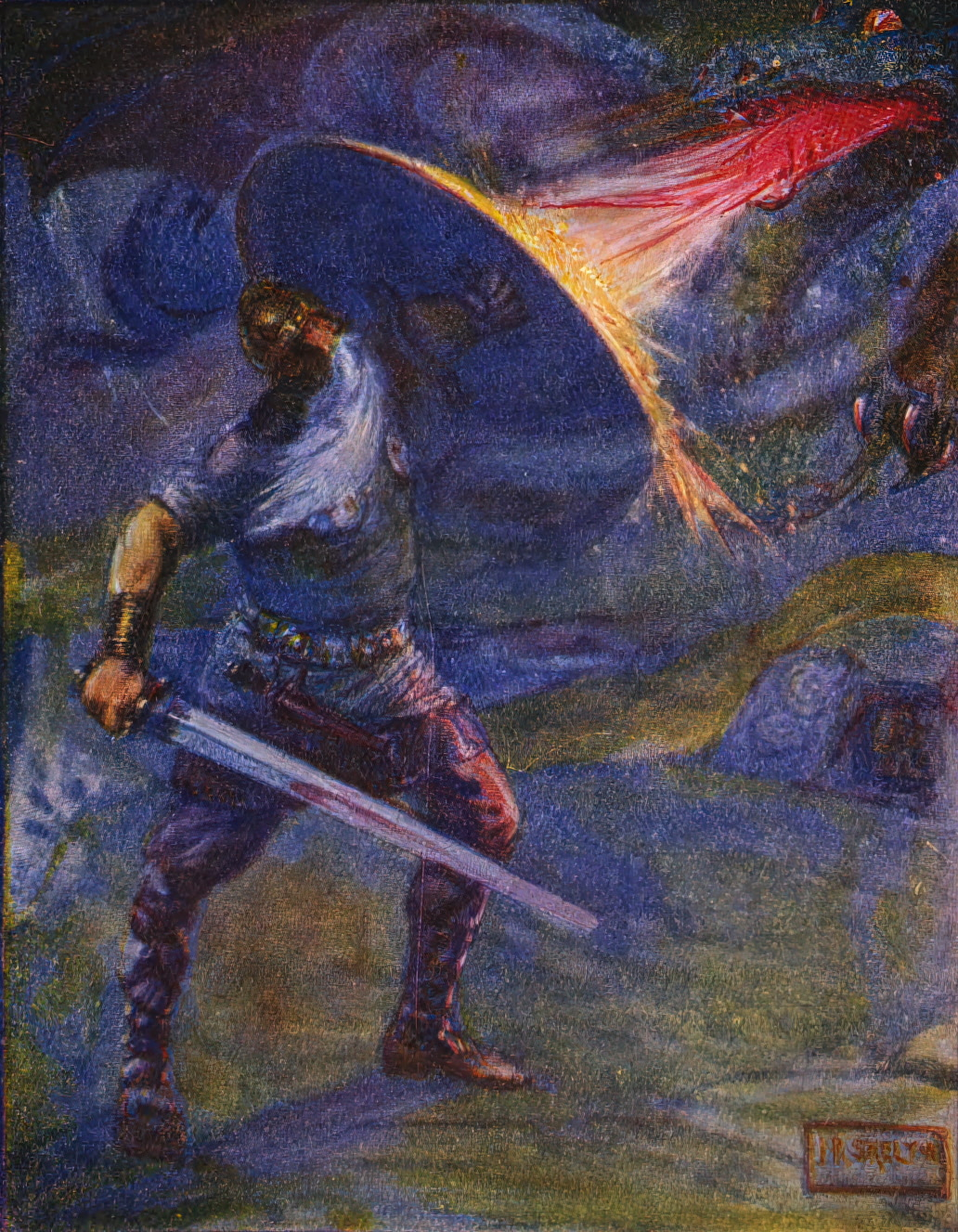
Beowulf luta contra o dragão com a espada en. Ilustração de 1908 por en.

A nomeação de armas na Terra Média refere-se à prática de dar nomes a espadas e outras armas poderosas no legendarium de J. R. R. Tolkien. Ele se inspirou na tradição medieval de nomear armas, prática encontrada na Mitologia nórdica e no poema em Inglês Antigo Beowulf. Entre as muitas armas nomeadas por Tolkien estão Orcrist e Glamdring em O Hobbit, e Narsil / Andúril em O Senhor dos Anéis. Essas armas possuem um forte simbolismo, incorporando a identidade e a ancestralidade de seus portadores.
Há múltiplos paralelos entre o uso de armas nomeadas por Tolkien em seus escritos sobre a Terra Média e os épicos medievais. Esses paralelos incluem a herança como relíquias, por vezes reais; sua redescoberta em tesouros antigos; seu processo de quebra e reforjamento; sua ornamentação com inscrições rúnicas [en]; e sua conexão com as vidas de seus portadores.

## Contexto

### Nomeação de armas medievais
Nos épicos medievais, heróis davam nomes às suas armas. O nome, a linhagem e o poder da arma refletiam a identidade do herói. Entre as principais narrativas estão as de Sigurd, o volsungo, e sua espada Gram, usada para matar o dragão Fafnir; Beowulf e as espadas Hrunting [en] e Nægling [en]; Rei Artur e sua Excalibur, a "Espada na Pedra"; Rolando e sua Durendal; Waldere [en] e sua Mimming; e o relato da Edda poética sobre o "Despertar de Angantyr [en]" (o Hervararkviða) e a espada Tyrfing.
A literatura heroica nem sempre nomeava suas armas; na Grécia Antiga, Homero descreve em detalhes o escudo e a lança de Aquiles, mas não lhes dá nomes. Ele também não nomeia o arco crucial de Odisseu: a arma que permite a Odisseu demonstrar sua própria identidade, seu próprio nome ao retornar a Ítaca, funciona anonimamente na história. O caso é diferente nas histórias e mitos do norte da Europa medieval, onde o nome de uma arma, especialmente de uma espada, conferia-lhe uma identidade, quase uma personalidade. A estudiosa de Tolkien Janet Brennan Croft [en] escreve que o nome "marca uma arma como uma relíquia que conecta gerações e legitima o herdeiro que a possui". Cerca de 200 nomes de espadas estão registrados em escritos medievais, alinhados com a prática nórdica de nomear objetos em histórias, como a corrente feita pelos anães Gleipnir, que prendia inquebravelmente o lobo gigante Fenrir.

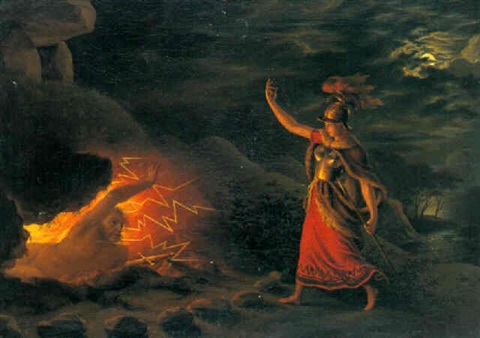
Hervör [en] desperta o fantasma de seu pai Angantýr de seu túmulo para exigir a espada amaldiçoada Tyrfing como uma relíquia.
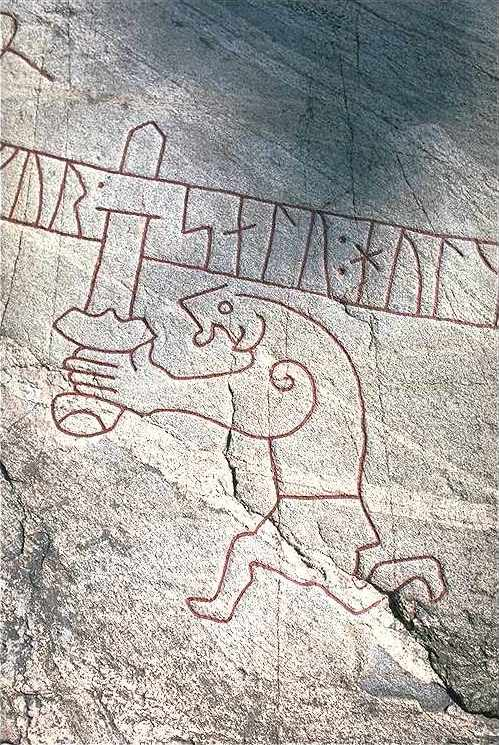
Sigurd segurando a espada Gram na Escultura de Ramsund, c. 1030.

### Espadas poderosas
Essas armas eram elogiadas tanto por sua força quanto por sua história. Por exemplo, Nægling é repetidamente descrita com epítetos como "afiado", "reluzente", "brilhante", "poderoso" e "forte", enquanto sua história é explicitamente evocada em frases como "excelente espada antiga", "relíquia antiga" e "velha e cinzenta". Elas poderiam ter poderes mágicos: Excalibur brilha
de forma tão brilhante aos olhos de seus inimigos que emitia luz como trinta tochas, e com isso ele os repeliu e matou muitas pessoas.
Na Mitologia nórdica, uma espada pode brilhar como o sol, como na Edda Poética: "Surt vem do sul / Com chamas tremeluzentes; Brilha de sua espada / O sol do deus do Val-deus."
As espadas poderiam ser relíquias dentro de uma família real ou recuperadas de tesouros antigos, em ambos os casos tendo uma linhagem e uma história próprias. Uma lâmina de espada poderia ser adornada com runas; essas podiam atribuir poder, história e encantamentos mágicos [en] à arma, assim como Sigurd foi instruído a gravar runas de sabedoria e vitória em sua espada Gram. O historiador de armas Ewart Oakeshott [en] descreveu a espada como possuindo "uma mística potente que a coloca acima de qualquer outro objeto feito pelo homem". As espadas tinham dois atributos que as tornavam especialmente valorizadas: eram caras para fabricar e eficazes como armas.

## Na Terra Média

### Armas de poder
Tolkien nomeou muitas armas, principalmente espadas, mas também incluindo Aeglos, a lança do rei elfo  Gil-galad; Belthronding, o arco de Beleg; Dramborleg, o machado de Tuor; e Grond, o nome tanto do aríete maligno de Minas Morgul quanto da maça do primeiro Senhor do Escuro, Morgoth, em seus escritos sobre a Terra Média. Como nos épicos medievais, a espada, em particular, simbolizava o heroísmo e a posição de seu portador. Como a estudiosa de Tolkien Verlyn Flieger [en] afirmou, a espada "proclama o surgimento do herói"; além disso, "os destinos da espada e do homem estão ligados, e a destruição de uma sinaliza o fim do outro".
Esses temas são vistos claramente com a espada de Aragorn, Andúril, mas também permeiam as descrições de Tolkien de muitas outras armas nomeadas. As espadas Glamdring e Orcrist, nomeadas em O Hobbit, seguem dois aspectos do padrão medieval, pois são antigas, forjadas na Primeira Era, e foram recuperadas de um tesouro, guardadas por três trolls em sua caverna. O reforjamento e a redescoberta transferem efetivamente o poder antigo para a nova arma e seu novo portador, renovando esse poder.
| Atributo | O Senhor dos Anéis                                    | Lenda medieval |
| -------- | ----------------------------------------------------- | -------------- |
| Idade    | Forjadas na Primeira Era para Turgon, Rei de Gondolin | Antigas        |
| Origem   | Caverna de trolls                                     | Tesouro        |

Essas duas espadas possuem, na verdade, três nomes cada (polionímia): na língua elevada e antiga (Sindarin); uma tradução para a  Westron (Westron), apresentada como português; e um apelido dos goblins.
| Língua                      | Espada de Gandalf    | Espada de Thorin |
| --------------------------- | -------------------- | ---------------- |
| Sindarin, uma língua élfica | Glamdring            | Orcrist          |
| Língua Comum                | Martelo dos Inimigos | Talha-Goblins    |
| Apelido dos Goblins         | Batedora             | Mordedora        |

Glamdring, Orcrist e a faca de Bilbo, usada como espada, que ele nomeou Ferroada, brilham quando goblins estão por perto; as espadas antigas aterrorizam os goblins e são reconhecidas por eles; de fato, os goblins têm seus próprios apelidos para as duas espadas famosas, Mordedora e Batedora. Essas armas têm numerosas conexões com as espadas famosas da mitologia medieval, incluindo, segundo os estudiosos de Tolkien K. S. Whetter e R. Andrew McDonald, o estilo e o conteúdo de seus nomes, que lembram os nomes de espadas na mitologia nórdica, como Fotbitr e Dragvandil ("Morde-Perna" e "Cortadora"). Em O Hobbit, quando o grupo de Bilbo chega a Valfenda, Elrond lê as inscrições rúnicas das espadas e descreve a história heroica e a linhagem das armas recuperadas:
| “ | Elas são espadas antigas, muito antigas, dos Altos Elfos do Oeste, meus parentes. Foram feitas em Gondolin para as guerras contra goblins. Devem ter vindo de um tesouro de dragão ou de pilhagem de goblins, pois dragões e goblins destruíram aquela cidade há muitas eras. Esta, Thorin, as runas chamam de Orcrist, a Talha-Goblins na antiga língua de Gondolin; era uma lâmina famosa. Esta, Gandalf, era Glamdring, Martelo dos Inimigos, que o rei de Gondolin outrora portava. Guardem-nas bem!" | ” |

## "Renovada será a lâmina que foi quebrada"
O herói de O Senhor dos Anéis, Aragorn, herdeiro dos reinos de Gondor e Arnor, carregava os fragmentos da espada Narsil, quebrada quando seu antecessor Elendil morreu em batalha contra o Senhor do Escuro Sauron. Seu nome, Narsil, deriva de raízes que significam "fogo" e "luz branca", representando "Sol e Lua" em Quenya. Forjada na Primeira Era pelo maior dos anães-ferreiros, Telchar, a espada encantada brilhava "com a luz do sol e da lua", inspirando temor em orcs e homens. Após ser quebrada, "sua luz se extinguiu e ela não foi forjada novamente" até que Aragorn a levou a Valfenda no final da Terceira Era e da missão para destruir o Um Anel. Foi então refundida como Andúril, que significa "Chama do Oeste" em Quenya:
| “ | A espada de Elendil foi forjada novamente por ferreiros élficos, e em sua lâmina foi traçado um desenho de sete estrelas entre a Lua crescente e o Sol raiado, com muitas runas ao redor; pois Aragorn, filho de Arathorn, marchava para a guerra nas fronteiras de Mordor. Brilhante era aquela espada ao ser restaurada; a luz do sol reluzia vermelha nela, e a luz da lua brilhava fria, com uma lâmina dura e afiada. Aragorn deu-lhe um novo nome, chamando-a Andúril, Chama do Oeste. | ” |

As sete estrelas representavam o símbolo heráldico [en] de Elendil, que remetia às estrelas, uma para cada navio, dos sete navios que carregaram os sete palantíri de Númenor, a ilha do Oeste, para a Terra Média. Assim, a espada carregava o simbolismo da linhagem de Elendil e o poder do reino de Númenor. Além disso, Tolkien escreveu que o nome original da espada, Narsil, "simbolizava as principais luzes celestiais [Sol e Lua], como inimigas da escuridão".
O poema associado ao nome de Aragorn, conhecido como " O Enigma de Passolargo", chama a espada de "lâmina que foi quebrada":
| “ | Renovada será a lâmina que foi quebrada, O sem-coroa novamente será rei. | ” |

| Atributo         | O Senhor dos Anéis | Lenda Arturiana                                                                             |
| ---------------- | --- | ------------------------------------------------------------------------------------------- |
| Quebrada         | Na morte de Elendil | Quando Artur luta contra o Rei Pelinore                                                     |
| Delimita uma era | A Terceira Era começa quando Isildur usa os fragmentos de Narsil para cortar o Um Anel da mão de Sauron; termina quando Andúril ajuda a encerrar o reinado de Sauron | Rei Artur ascende ao poder com Excalibur; Bedivere lança a espada ao lago na morte de Artur |
| Acompanha        | Rei liderando seu povo à vitória | Rei liderando seu povo à vitória                                                            |
| Bainha mágica    | A lâmina não será manchada nem quebrada | O portador não perderá sangue                                                               |

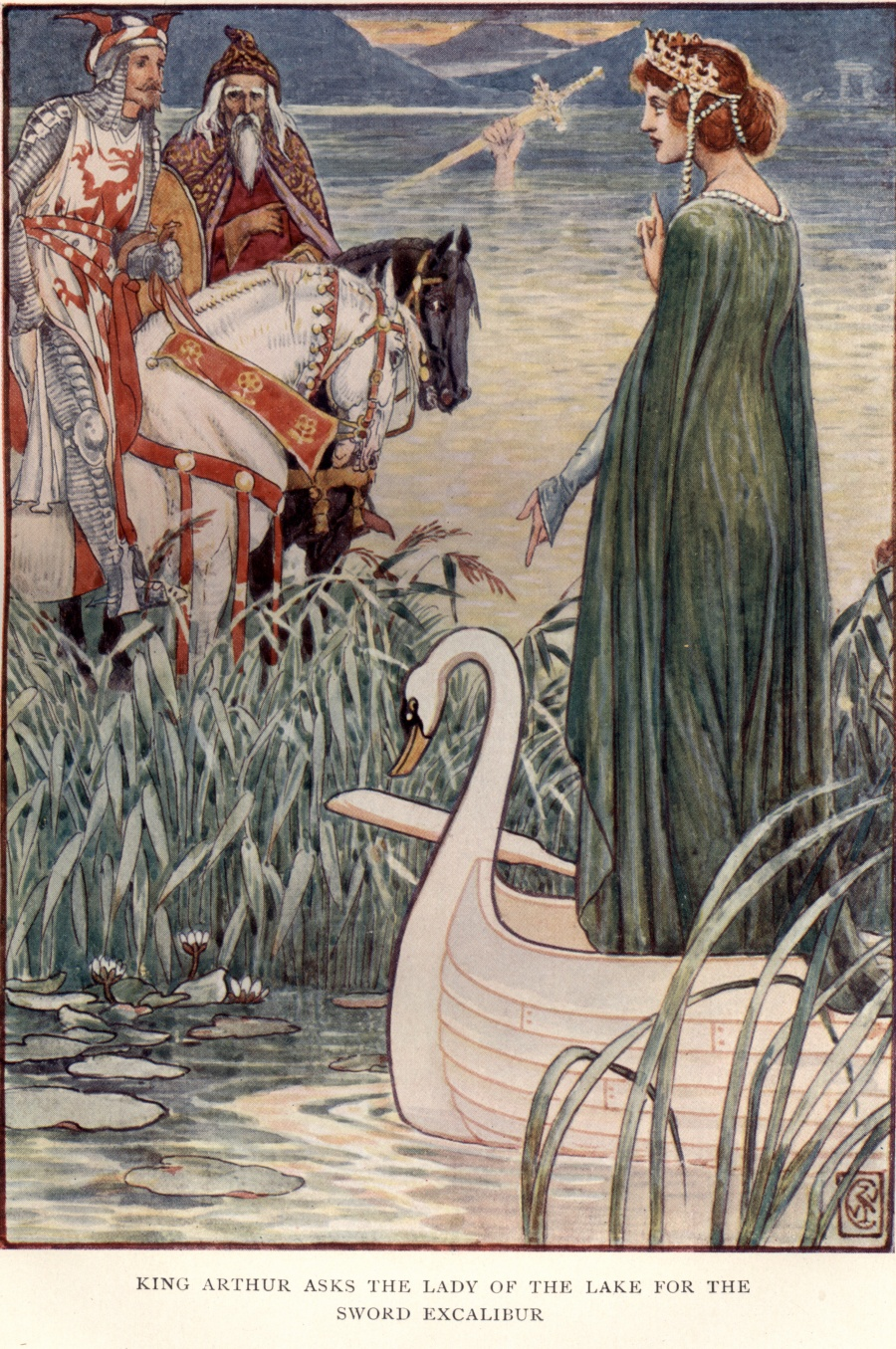
"King Arthur asks the Lady of the Lake for the sword Excalibur". Ilustração de Walter Crane, 1911.

Há múltiplos paralelos com a lenda arturiana. A Espada na Pedra é quebrada. Assim como Excalibur delimita o reinado de Artur, Narsil delimita a Terceira Era, começando quando Isildur corta o Anel da mão de Sauron e terminando quando Andúril ajuda a derrotar Sauron e restaurar Aragorn como rei. Ambos os reis lideram seus povos à vitória. A bainha mágica da espada, dada a Aragorn pela rainha élfica Galadriel ao deixar Lothlórien, com as palavras "A lâmina tirada desta bainha não será manchada nem quebrada, mesmo na derrota", também ecoa a bainha de Excalibur, que garante que seu portador "nunca perderá sangue, por mais ferido que esteja". A bainha élfica descreve a espada para a qual foi feita:
| “ | Ela era adornada com um traçado de flores e folhas forjadas em prata e ouro, e nela estavam incrustadas, em runas élficas formadas por muitas gemas, o nome Andúril e a linhagem da espada. | ” |

| Atributo   | O Senhor dos Anéis                 | Mitologia nórdica                                               |
| ---------- | ---------------------------------- | --------------------------------------------------------------- |
| Forjamento | Narsil foi feita por anães         | Tyrfing foi feita pelos anães Dvalin e Durin                    |
| Brilho     | Andúril brilha como Sol e Lua      | Tyrfing brilha como fogo                                        |
| Refundida  | Elfos reforgem Narsil como Andúril | O ferreiro anão Regin refaz Gram, a pedido de Sigmund moribundo |

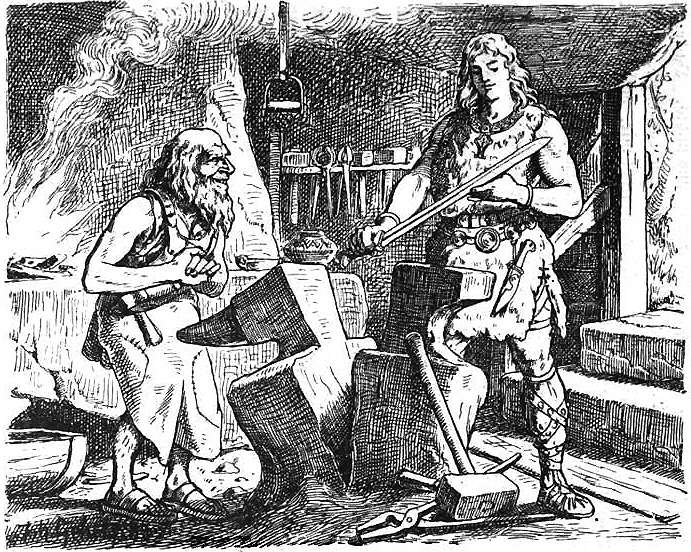
O ferreiro anão Regin observa enquanto Sigurd testa a espada Gram, que ele refundiu para ele. Ilustração de en, 1901

O tema da espada quebrada aparece em vários pontos da mitologia nórdica. Burdge e Burke escrevem que Tyrfing, como Narsil, foi forjada por anães, no caso por Dvalin e Durin, e brilhava como fogo; Andúril brilha como Sol e Lua. A espada de Sigurd, Gram, também foi refundida, pelo ferreiro anão Regin; o último desejo de Sigmund, pai de Sigurd, era que sua espada fosse refundida, e chamas saltavam de suas bordas. Assim, a espada de Aragorn combina elementos da espada nórdica Gram e da arturiana Excalibur.
A dupla Narsil/Andúril refundida e renomeada também tem um paralelo dentro do legendarium de Tolkien. A espada do herói da Primeira Era, Túrin, é renomeada de Anglachel para Gurthang. Os estudiosos de Tolkien, K. S. Whetter e Andrew McDonald, chamam essas armas de quase "personalidades vivas"; Croft observa que, no final, Gurthang fala com Túrin. No entanto, enquanto a refundição de Andúril simboliza a renovação da Terra Média e a transformação de Aragorn de Patrulheiro a Rei, a mera renomeação de Gurthang não altera sua natureza "essencialmente maléfica". Como o herói falho Túrin, que assume diferentes nomes, sua essência não muda com um novo nome. Em contraste, a espada de Aragorn representa o verdadeiro herói.
| Atributo               | Aragorn | Túrin |
| ---------------------- | --- | --- |
| Personagem             | Herói verdadeiro | Guerreiro falho e violento |
| Espada era             | Narsil ("Chama vermelha e branca", isto é, Sol e Lua) | Anglachel, "Ferro da estrela flamejante" |
| Espada pertencia a     | Seu antecessor Elendil | Seu amigo elfo Beleg |
| Dono da espada é morto | Lutando contra o Senhor do Escuro Sauron, corpo a corpo | Acidentalmente, por Túrin |
| Espada é               | Refundida como Andúril, "Chama do Oeste", símbolo de esperança | Renomeada como Gurthang, "Ferro da Morte" |
| Dono                   | Era "Passolargo", um Patrulheiro, torna-se Rei; recebe muitos nomes – Elessar (pedra élfica), Envinyatar (o renovador), Estel (esperança), Thorongil (águia da estrela) | Não consegue se reformar, apesar de adotar muitos nomes – Neithan (o injustiçado), Gorthol (elmo do pavor), Agarwaen (manchado de sangue), Adanedhel (homem-elfo), Thurin (o secreto), Mormegil (espada negra), Turambar (mestre do destino), Dagnir Glaurunga (ruína de Glaurung), Naeramarth (de destino trágico) |
| Espada mata            | Apenas quando necessário | Indiscriminadamente: o dragão Glaurung; Beleg, por acidente; Brandir, injustamente; finalmente, o próprio Túrin |
| Resultado              | Renovação de seu povo, reino e Terra Média | Desastre para seu povo |

### J. R. R. Tolkien
1. ↑  (Tolkien 1937, O Hobbit, cap. 2 "Carneiro Assado")
2. 1 2  (Tolkien 1937, O Hobbit, cap. 3 "Um Breve Descanso")
3. 1 2 3  (Tolkien 1977, The Silmarillion, "Dos Anéis de Poder e da Terceira Era")
4. 1 2 3  (Carpenter 2023, #347 para Richard Jeffery, 17 de dezembro de 1972)
5. ↑  (Tolkien 1954a, A Sociedade do Anel, livro 2, cap. 3 "O Anel Vai ao Sul")
6. 1 2  (Tolkien 1954a, A Sociedade do Anel, livro 1, cap. 10 "Passolargo")
7. 1 2 3  (Tolkien 1954a, A Sociedade do Anel, livro 2, cap. 8 "Adeus a Lórien")

- Carpenter, Humphrey (2023). The Letters of J. R. R. Tolkien: Revised and Expanded Edition [As Cartas de J. R. R. Tolkien: Edição Revisada e Ampliada]. Nova Iorque: Harper Collins. ISBN 978-0-35-865298-4
- Tolkien, J. R. R. (1937).  Anderson, Douglas A., ed. The Annotated Hobbit [O Hobbit Anotado]. Publicado em 2002. Boston: Houghton Mifflin. ISBN 978-0-618-13470-0

- Tolkien, J. R. R. (1954a). The Lord of the Rings: The Fellowship of the Ring [O Senhor dos Anéis: A Sociedade do Anel]. Boston: Houghton Mifflin. OCLC 9552942
- Tolkien, J. R. R. (1977).  Tolkien, Christopher, ed. The Silmarillion [O Silmarillion]. Boston: Houghton Mifflin. ISBN 978-0-395-25730-2